# Carl Theodor Siebold
Carl Theodor Ernst Siebold (ur. 16 lutego 1804 w Würzburgu, zm. 7 kwietnia 1885 w Monachium) – niemiecki zoolog i anatom.
W latach 1823-1828 studiował medycynę w Berlinie i Getyndze, w 1831 został lekarzem powiatowym w Heilsbergu. Prowadził badania nad partenogenezą owadów, rozwojem pierwotniaków, przywr, mięczaków. W 1840 mianowany został na stanowisko profesora zoologii, anatomii porównawczej i nauk weterynaryjnych Uniwersytetu w Erlangen. W 1845 został wezwany do Fryburga Bryzgowijskiego, w 1850 przeniesiony do Wrocławia jako następca fizjologa Jana Purkinyego. W 1853 został profesorem Uniwersytetu w Monachium gdzie wykładał  zoologię i anatomię porównawczą.
W 1840 został członkiem Leopoldiny. W 1879 odznaczony został Pour le Mérite za Naukę i Sztukę.